# ملجأ أرضي

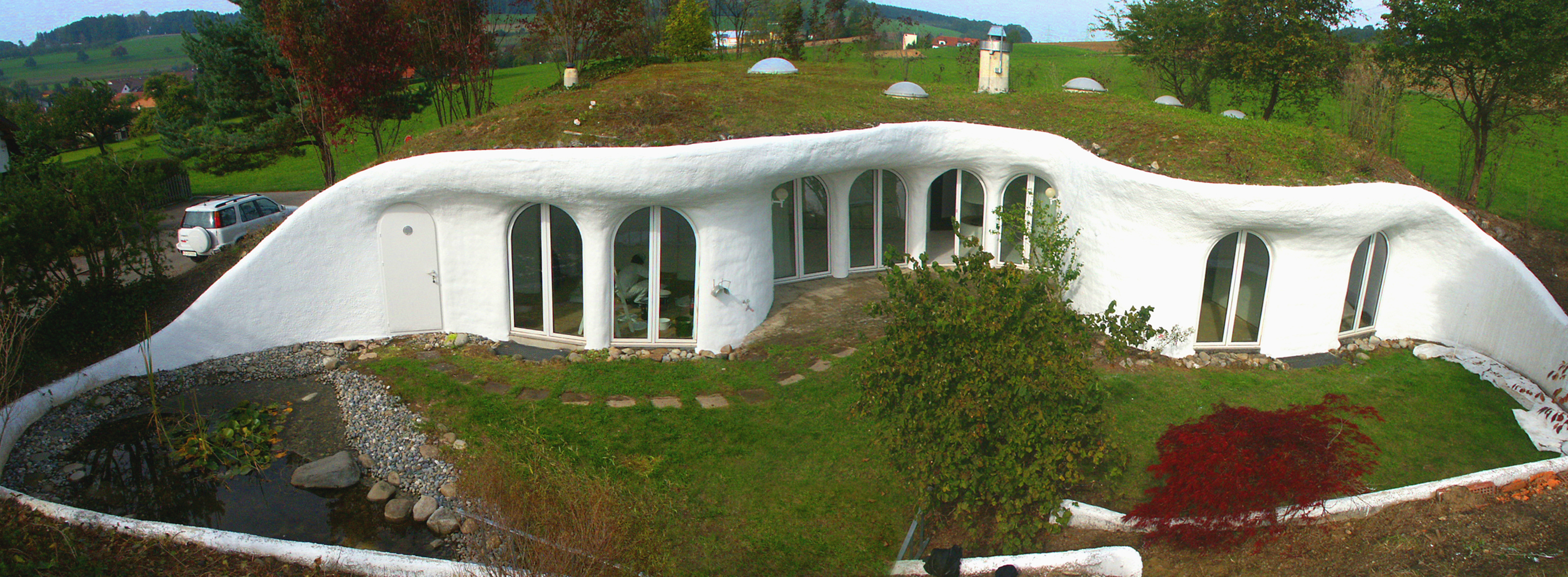
منزل ملجأ أرضي في سويسرا (بيتر فيتش)

الملجأ الأرضي، والذي يُسمى أيضاً منزل أرضي، أو منزل مسور بالأرض، أو منزل تحت الأرض، هو هيكل (عادةً منزل) مُغطى بالتربة على الجدران أو السقف، أو مدفون بالكامل تحت الأرض.
تعمل التربة ككتلة حرارية، مما يساعد في الحفاظ على درجة حرارة داخلية مستقرة، مما يقلل من تكاليف الطاقة للتدفئة والتبريد.
شاع استخدام الملاجئ الأرضية نسبياً بعد منتصف السبعينيات، وخاصة بين البيئيين. ومع ذلك، كانت هذه الممارسة موجودة منذ فترة طويلة تقريباً منذ أن بدأ البشر في بناء ملاجئهم الخاصة.

## التعريف
- «الإيواء الأرضي هو [...] مصطلح شامل له معنى عام: تصميم مبنى تلعب فيه التربة دوراً أساسياً.»[1] ومع ذلك، هذا التعريف إشكالي، حيث لا تعتبر المباني الأرضية (مثل التربة المدكوكة أو الطين المخلوط بالقش) عادةً ملاجئ أرضية لأنها تُشيد فوق الأرض.
- «يمكن وصف المبنى أنه محمي بالأرض عندما يحوي كمية كبيرة من التربة أو ركيزة ذات أهمية حرارية متصلة بغلافه الخارجي،[1][2] حيث تعني (الأهمية الحرارية) تقديم مساهمة وظيفية في الفعالية الحرارية للمبنى المعني.»[1]
- «الهياكل المبنية باستخدام كتلة الأرض ضد جدران المبنى ككتلة حرارية خارجية، مما يقلل من فقدان الحرارة ويحافظ على درجة حرارة الهواء الداخلية ثابتة على مدار الفصول.»
- «مسكن مغطى بغطاء ترابي لسقفه أو جدرانه.»[3]
- «المنازل المبنية تحت الأرض، إما جزئياً أو كلياً.»[4]
- «استخدام الغطاء الأرضي لتعديل وتحسين ظروف المعيشة في المباني.»[5]

## التاريخ

### التاريخ المبكر

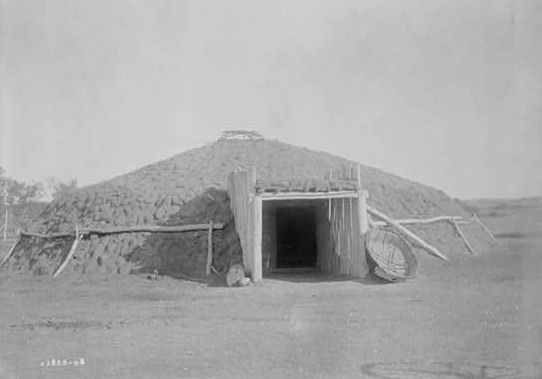
نُزل ماندان، داكوتا الشمالية. حوالي 1908

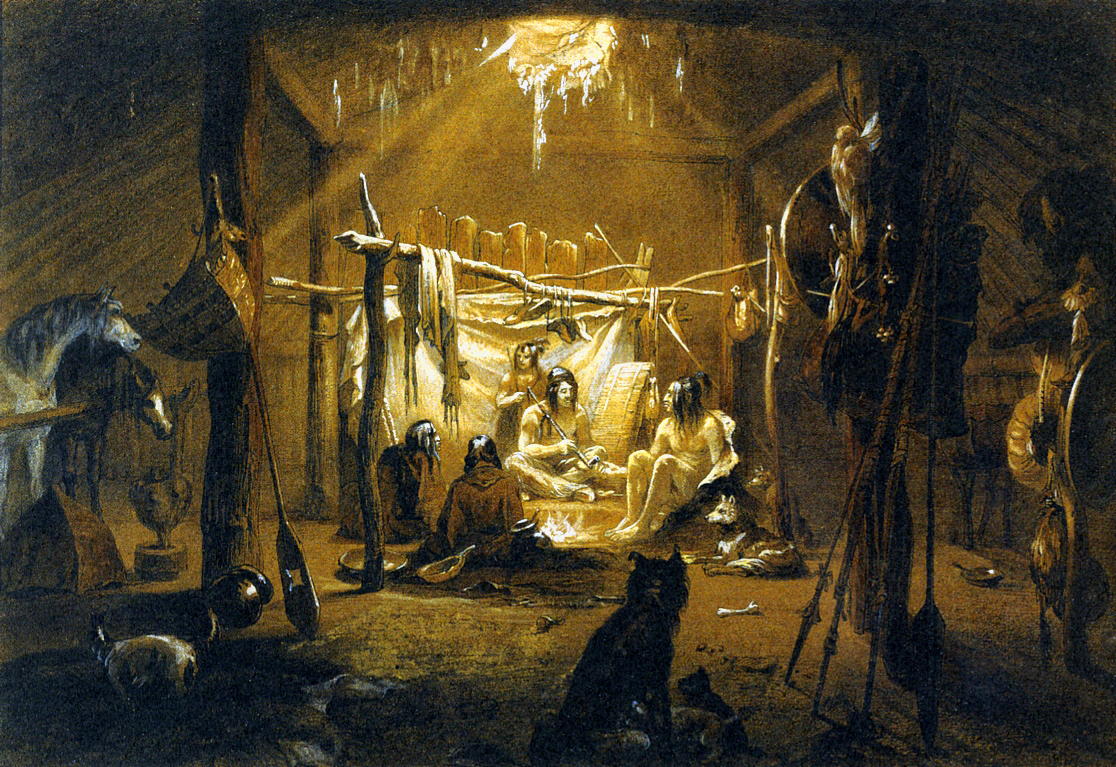
«الجزء الداخلي من كوخ زعيم ماندان»: رسم بالحبر المائي لكارل بودمر من كتاب «ماكسيميليان، أمير رحلات ويد في المناطق الداخلية من أمريكا الشمالية، خلال الأعوام 1832-1834»

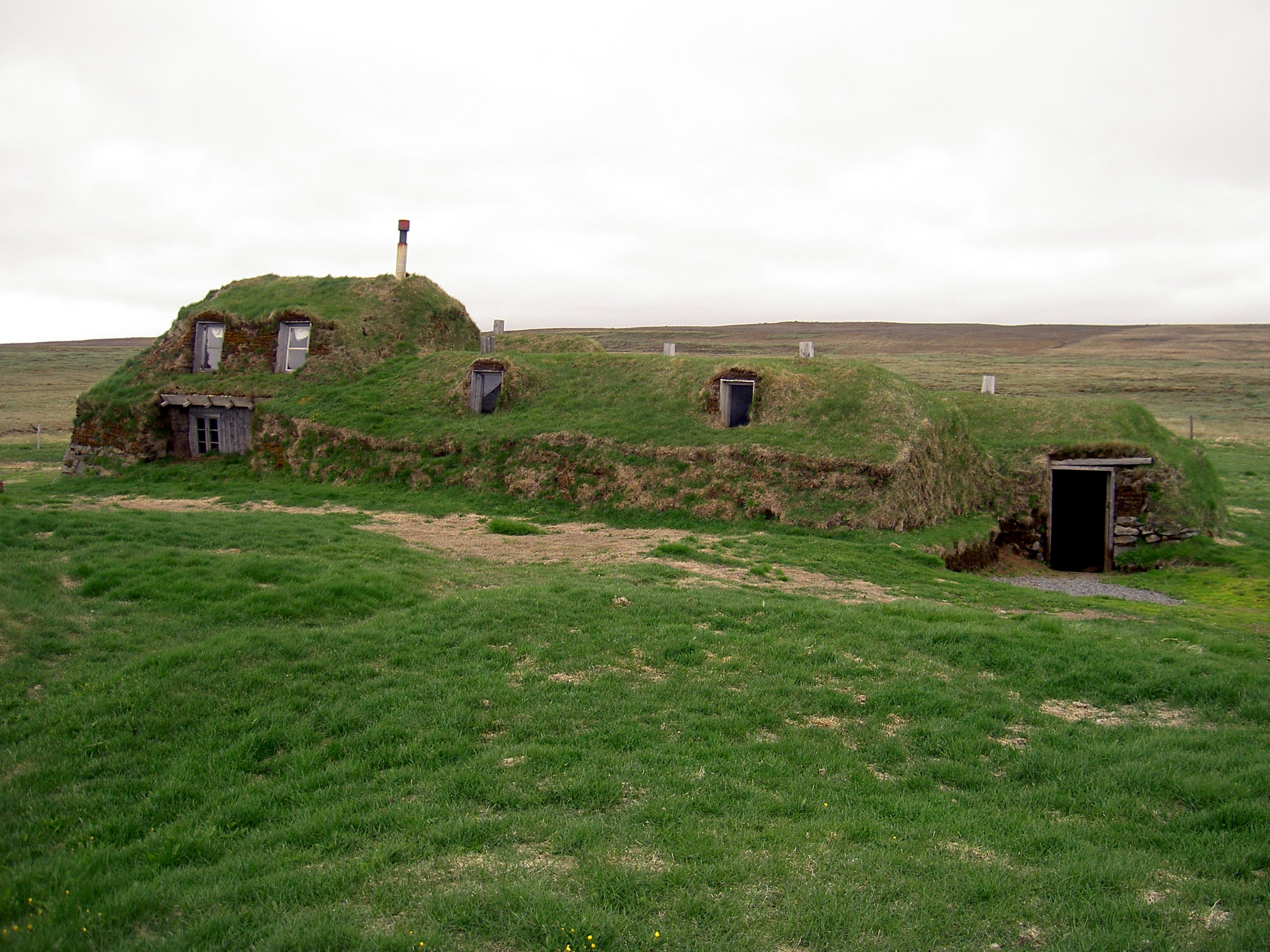
منزل عُشبي في سانوتاسيل، آيسلندا.

تعد الملاجئ الأرضية أحد أقدم أشكال البناء. ويُعتقد أنه منذ حوالي 15000 قبل الميلاد، كان الصيادون المهاجرون في أوروبا يستخدمون العشب والطين لعزل الأكواخ المستديرة البسيطة التي كانت أيضاً مطمورة في الأرض. عُثر على استخدام بعض أشكال بناء الملاجئ الأرضية عبر العديد من الثقافات في التاريخ، منتشرة على نطاق واسع في جميع أنحاء العالم. وعادةً ما تُشيد هذه الأمثلة للثقافات التي تستخدم مباني الملاجئ الأرضية دون أي معرفة بطريقة بنائها في أي مكان آخر. هذه المباني لها أشكال مختلفة عديدة ويشار إليها بأسماء مختلفة عديدة. تشمل المصطلحات العامة بيت الحفرة والمخبأ.
يمكن العثور على أحد أقدم الأمثلة على بناء الحواجز الترابية، والذي يعود تاريخه إلى حوالي 5000 عام، في سكارا براي في جزر أوركني قبالة شمال اسكتلندا. ومن الأمثلة التاريخية الأخرى للملاجئ الأرضية في التلال، ميسا فيردي، في جنوب غرب الولايات المتحدة. بُنيت هذه المباني مباشرة على الحواف والكهوف على وجه المنحدرات. شُيد الجدار الأمامي بالحجارة المحلية واستُخدمت الأرض لتسوير البناء.
استخدمت كل مجموعة أمريكية من السكان الأصليين في أمريكا الشمالية تقريباً مبان من الملاجئ الأرضية إلى حد ما. وقد أُطلق على هذه الهياكل اسم «النُزل الترابية» (طالع أيضاً: بارابارا [الإنجليزية]). عندما احتل الأوروبيون أمريكا الشمالية، كانت منازل المروج (البيوت الطينية) شائعة في السهول الكبرى.
استُخدمت مساكن الكهوف التي صنعها الإنسان كمأوى في الصين، منذ عام 2000 قبل الميلاد. فقد بُنيت منازل الماجئ الأرضية لعدة قرون في مناطق معينة من شمال الصين، مثل مقاطعتي شنشي وشانشي، فهناك تربة الرواسب الطفالية موحدة هيكلياً ومضغوطة، مما يوفر سهولة الوصول إلى مواد بناء عالية الجودة وذات بنية مستقرة.

### فترة الذروة خلال السبعينيات والثمانينيات
شهدت أزمة النفط في 1973 ارتفاعاً كبيراً في أسعار النفط، مما أثر على تغييرات اجتماعية واقتصادية وسياسية واسعة النطاق في جميع أنحاء العالم. أصبح عامة الناس في الولايات المتحدة وأماكن أخرى مهتمين بتزايد بتوفير الطاقة وحماية البيئة، جنباً إلى جنب مع الاهتمام المتزايد بأنماط الحياة البديلة وحركة العودة إلى الأرض.
كان بعض المبدعين يصممون ملاجئ أرضية معاصرة في وقت مبكر من ستينيات القرن العشرين في الولايات المتحدة. وكان هناك انتعاش عصري في الاهتمام ببناء الملاجئ الأرضية/المنازل تحت الأرض بعد أزمة النفط وحتى أوائل الثمانينيات، والتي وُصفت بأنها الموجة الأولى من المساكن المكسوة بالأرض. أنهى المهندس المعماري آرثر كوامبي مبنى مسور بالأرض في هولم بإنجلترا في 1975. أُطلق عليه اسم «أندرهيل»، وسُجل في موسوعة غينيس للأرقام القياسية باعتباره «أول منزل تحت الأرض» في المملكة المتحدة.
يعود تاريخ أغلب المنشورات حول الملاجئ الأرضية إلى هذه الفترة، مع نشر عشرات الكتب المخصصة لهذا الموضوع في السنوات التي سبقت 1983. استضافت سيدني في أستراليا المؤتمر الدولي الأول حول مباني الملاجئ الأرضية في 1983. وخُطط لمؤتمر ثانٍ في 1986 في مينيابوليس، الولايات المتحدة الأمريكية.
ومن بين المؤيدين البارزين الآخرين للملاجئ الأرضية النشطين في هذا العصر مايك أوهلر، وروبي روي، وجون هيت، ومالكولم ويلز، وبيتر فيتش، وكين كيرن، وآخرين.